# 云岭街道
云岭街道是中华人民共和国贵州省安顺市紫云苗族布依族自治县下辖的一个街道办事处。2019年7月11日设立，辖原五峰街道城东社区、磨南村。

## 行政区划
云岭街道下辖以下村级行政区划单位：
城东社区、磨南村。